# Менцинський Модест Омелянович
Моде́ст Омеля́нович Менци́нський (29 квітня 1875, Великі Новосілки, тепер Яворівський район, Львівська область, Україна — 11 грудня 1935, Стокгольм, Швеція) — український оперний співак-тенор.

## Життєпис

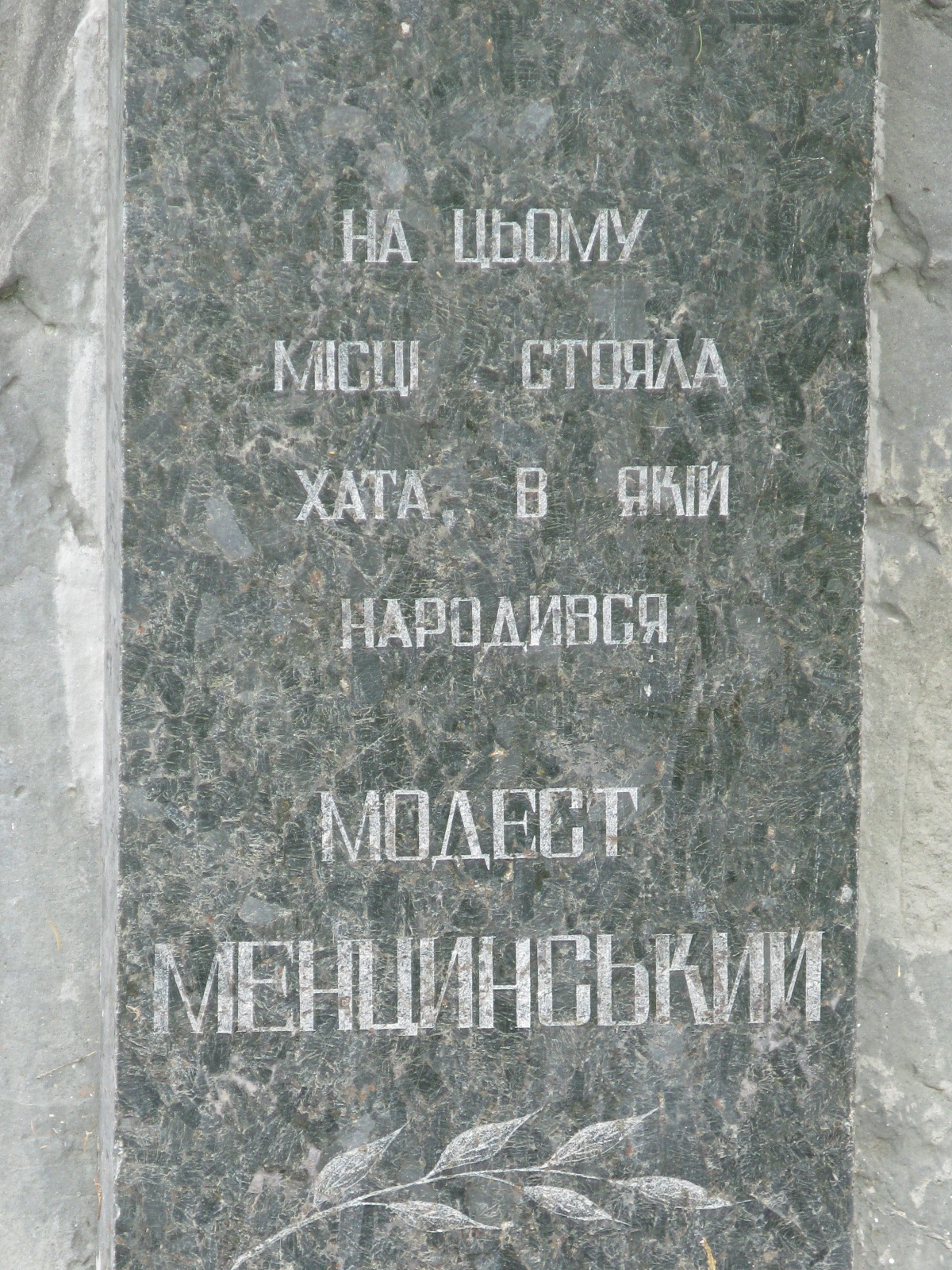
Інформаційна таблиця на пам'ятному камені на місці, де стояв будинок Менцинських

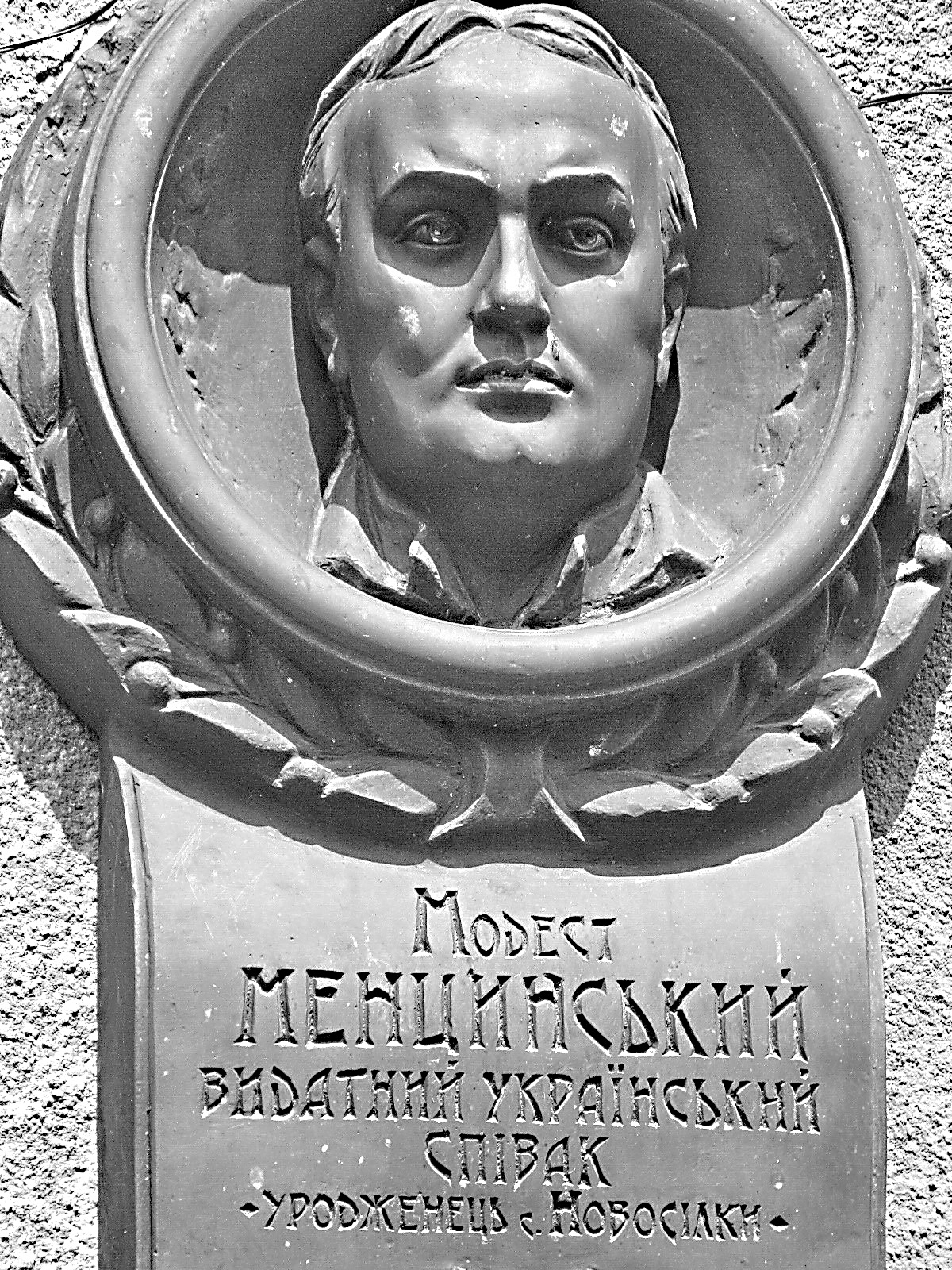
Художньо-меморіальна таблиця

Модест Менцинський народився в селі Великих Новосілках (тепер Яворівський район, Львівська область) у родині сільського священника УГКЦ. Батько — Омелян Менцинський походив з родини священника з лемківського села Чорне, а родове прізвище походить від назви села Мацина (Менцина) в Бескидах. Модест виростав у селі Хідновичах, куди 1888 року переїхали його батьки. Він з раннього дитинства захоплювався народними піснями, обрядами.
Від батька отримав основи нотної грамоти. Навчався в гімназії — до шостого класу в Дрогобичі, пізніше в Самборі, яку закінчив у 1896 році. З 1896 до 1899 року навчався у Львівській духовній семінарії. У Львівській духовній семінарії одним з його вчителів співу о. Ісидор Дольницький.
Мистецтвом співу опанував під керівництвом професора Львівської консерваторії Валеріана Висоцького та Юліуса Штокгаузена у м. Франкфурті-на-Майні (Німеччина). На канікули Модест приїжджав до Галичини і давав концерти в Перемишлі, Львові, Станіславі (Івано-Франківську), Стрию, Тернополі, Самборі та інших містах. 18 березня 1901 року вперше дебютував на франкфуртській сцені в опері Ф. Флотова «Марта» (партія Ліонеля). Виступав на оперних сценах багатьох міст Європи. У 1904–1908 роках — перший тенор Королівської опери у Стокгольмі.
Одружився 1905 року в Стокгольмі зі шведкою Клері Генрієттою Дегн (1887—1975). Вона завжди відвідувала спектаклі, в яких виступав Модест Омелянович, пізніше давала оцінку його співу і гри. Мав двох синів — Івана-Зіґфріда (Ганса) (1906—1987) та Юрія (Георга) (1907—1981).
1905 року Менцинський виступав у Лондоні в Королівському театрі Ковент-Гарден. 1903 і 1908–1909 роках співав у Львівській опері, у 1910–1926 роках був солістом опери у Кельні. Виступав також у Мюнхені, Дармштадті та Берліні. З 1926 року знову співав у Стокгольмській опері. Невдовзі відкрив там школу співу, в якій сам викладав вокал. Він був фактично творцем шведської вокальної школи, яку так талановито продовжив його учень Арне Суннегорд.
Модест Менцинський прославився виконанням партій в операх Р. Вагнера («Зігфрід», «Лоенгрін», «Летючий голландець», «Тангейзер», «Валькірія», «Загибель богів», «Тристан та Ізольда»). Серед інших партій: Радамес («Аїда», Джузеппе Верді), Отелло («Отелло», Дж. Верді), Надір («Шукачі перлів», Ж. Бізе), Каніо («Паяци», Р. Леонкавалло), Єлеазар («Дочка кардинала», Галеві), Ірод («Саломея», Р. Штрауса) та інші. В його репертуарі було 50 опер.
Менцинський часто виступав з концертами на батьківщині, залучаючи до участі в них хорові колективи, зокрема, львівський «Боян», «Бандурист». У лютому 1916 року влаштував концерт для полонених українців у австрійському таборі Венцляр. Менцинський, як невтомний популяризатор української музичної культури за кордоном, постійно виконував твори українських композиторів: Миколи Лисенка («Очі горять», «Минають дні», «Гомоніла Україна», «Мені однаково» — всі на слова Тараса Шевченка),Д. Січинського («Дума про гетьмана Нечая», «Як почуєш вночі» на слова І. Франка), Я. Ярославенка («Гей, закуй мені зозуле» на слова В. Пачовського, С. Людкевича).
Помер 11 грудня 1935 року. Був похований на католицькому цвинтарі у Стокгольмі.

## Про творчість Модеста Менцинського
|                      | Мабуть, без перебільшення можна сказати, що Менцинський уперше показав у Галичині, а може, і взагалі в Україні, музику до «Кобзаря» в її найкращому і найвірнішому вигляді і став першим класичним виконавцем у нас стилю М. Лисенка… Ніхто, мабуть, тут досі не може забути того велетенського враження, яке робив Менцинський виконанням пісень «За думою дума», «Гомоніла Україна» або «Гетьмани, гетьмани»… Справді, так виконувати ці пісні не міг би ніякий чужий артист, хоч би і найбільший, а лиш український з крові і кості |
| — Станіслав Людкевич | |

## Вшанування
- Медаль Літератури та мистецтв (Швеція, 1906)[4].
- Урядові нагороди.
- Вулиця у Львові[5].

## Світлини

Менцинський — Трістан в опері «Трістан та Ізольда» Ріхарда Вагнера
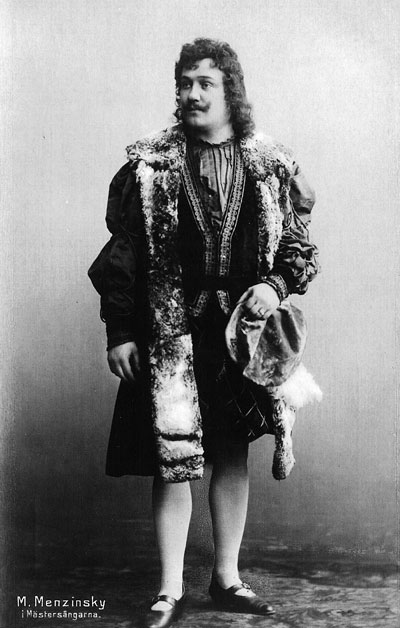
Менцинський в опері Нюрнберзькі мейстерзінгери. Шведська поштова листівка зі світлиною Менцинського.
Менцинський — Йонтек в опері «Галька» Станіслава Монюшка